# 1344
1344 (MCCCXLIV) fue un año bisiesto comenzado en jueves del calendario juliano.

## Acontecimientos
- 3 de enero: Un terremoto de 7,6 sacude Siria dejando un saldo de 5.700 muertos.
- Alfonso XI de Castilla conquista Algeciras tras un asedio de veintiún meses.
- Pedro IV de Aragón se anexiona el Reino de Mallorca.
- La Orden Teutónica sofoca la rebelión de los estonios en la isla de Saaremaa y cuelga a su líder.
- El papa Clemente VI concede una bula a Castilla que la autoriza para conquistar las Islas Canarias.

## Nacimientos
- Lorenzo Suárez de Figueroa, maestre de la Orden de Santiago.

## Fallecimientos
- Gersónides, filósofo francés.
- Amdé Tsion, emperador de Etiopía.
- Ruy López de Ribera. Falleció en el sitio de Algeciras y fue el padre de Per Afán de Ribera el Viejo.